# .eus

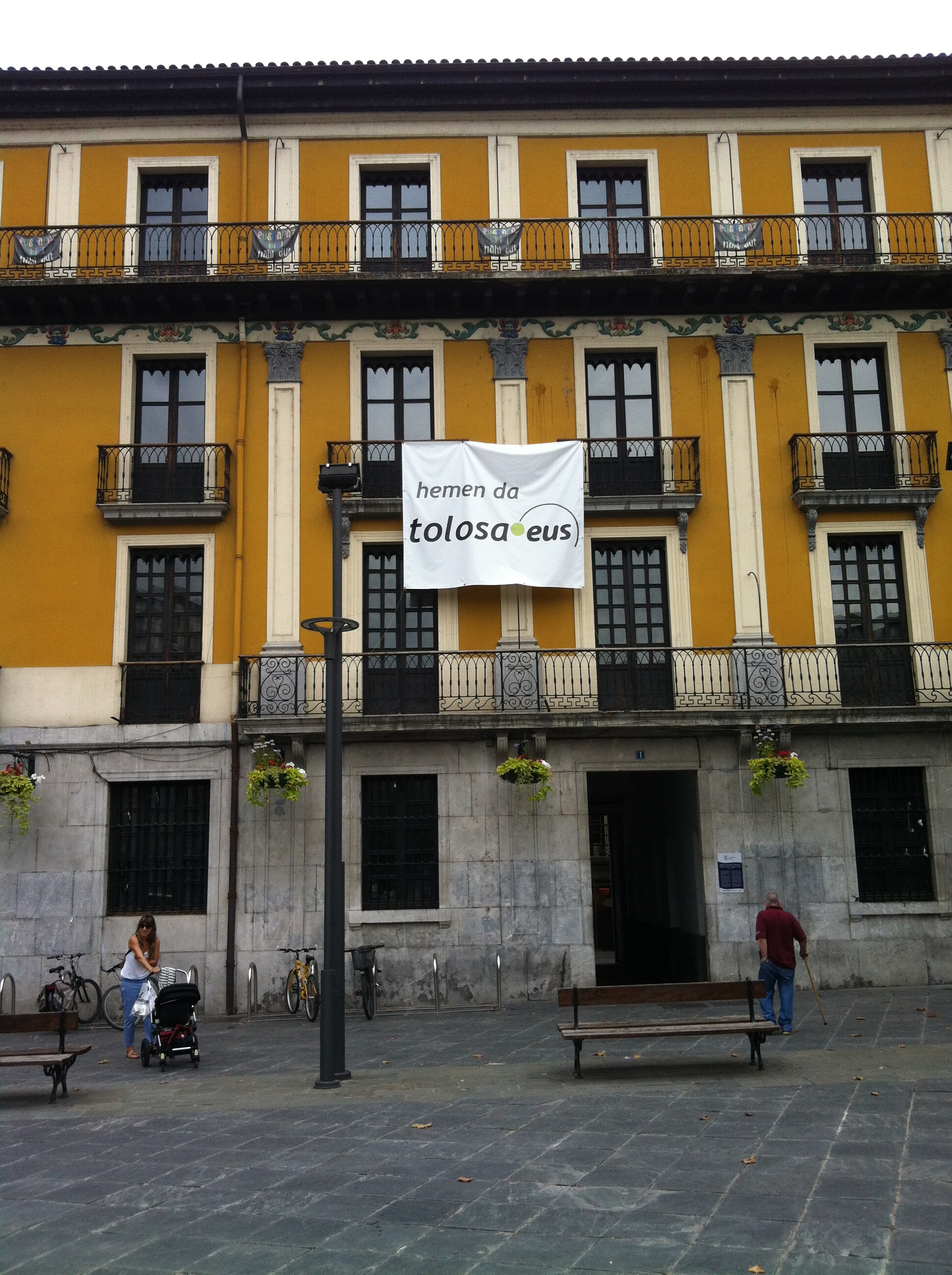
.eus域名宣傳

.eus是一個新的互聯網通用頂級域，用於巴斯克地區和巴斯克語，以彰顯巴斯克語作為歐洲唯一一種孤立語言的特殊地位。在這之前，歐盟的域名.eu也曾為巴斯克地區所使用，因二者皆符合“巴斯克”當地地名“Euskal”的首字母拼寫順序。
2013年，ICANN認可了此域名，並在2014年投入使用。